# Astropectinidae
De Astropectinidae zijn een familie van zeesterren uit de orde van de kamsterren (Paxillosida).

## Geslachten
- Astromesites, Fisher, 1913
- Astropecten, Gray, 1840
- Astropectinides, Verrill, 1914
- Bathybiaster, Danielssen & Koren, 1883
- Betelgeusia, Blake & Reid, 1998
- Blakiaster, Perrier, 1881
- Bollonaster, McKnight, 1977
- Bunodaster, Verrill, 1909
- Craspidaster, Sladen, 1889
- Ctenophoraster, Fisher, 1906
- Ctenopleura, Fisher, 1913
- Dipsacaster, Alcock, 1893
- Dytaster, Sladen, 1889
- Koremaster, Fisher, 1913
- Leptychaster, E.A. Smith, 1876
- Lonchotaster, Sladen, 1889
- Macroptychaster, H.E.S. Clark, 1963
- Mimastrella, Fisher, 1916
- Patagiaster, Fisher, 1906
- Persephonaster, Wood-Mason & Alcock, 1891
- Plutonaster, Sladen, 1889
- Proserpinaster, Fell, 1963
- Psilaster, Sladen, 1885
- Tethyaster, Sladen, 1889
- Thrissacanthias, Fisher, 1910
- Tritonaster, Fisher, 1906
- Trophodiscus, Fisher, 1917

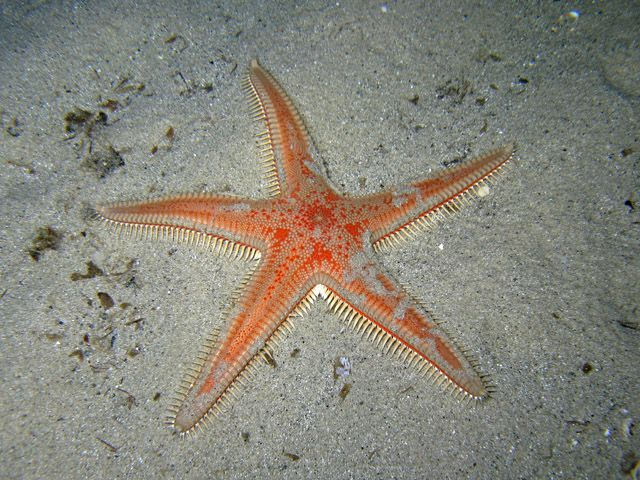
Rode kamster (Astropecten aranciacus)
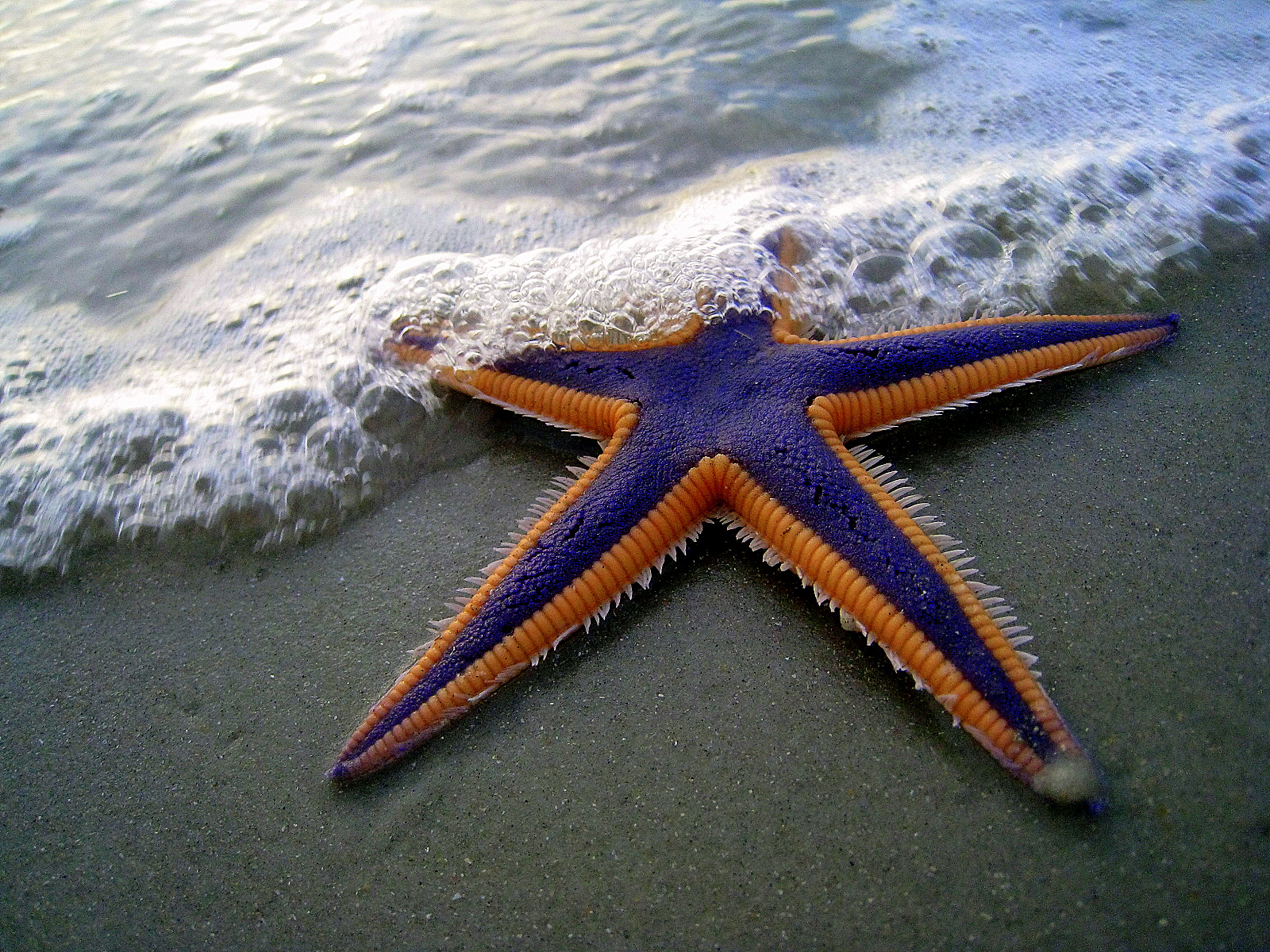
Astropecten articulatus
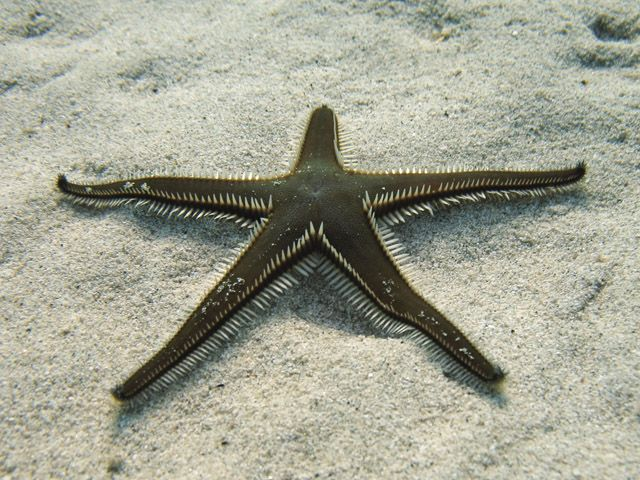
Astropecten bispinosus
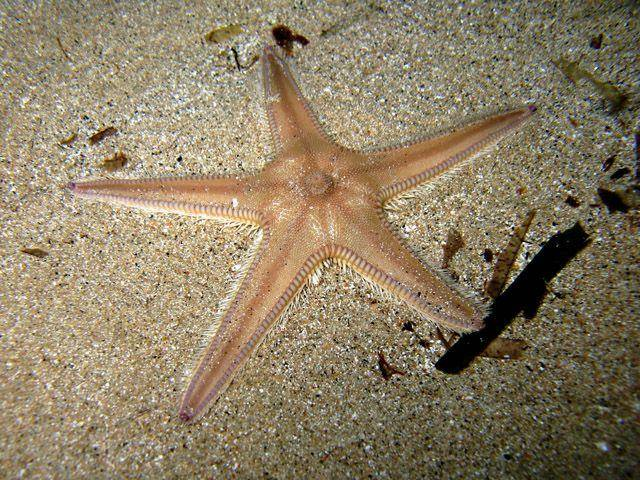
Kamster (Astropecten irregularis)
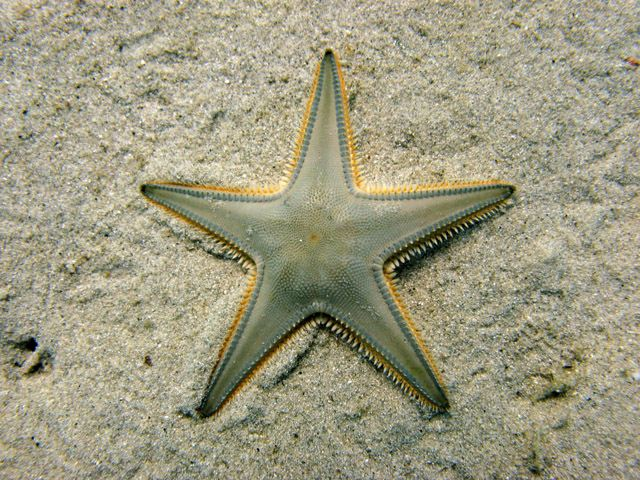
Astropecten jonstoni
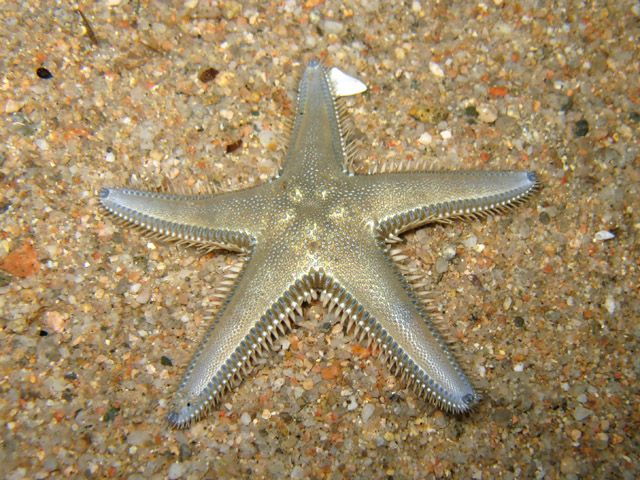
Astropecten platyacanthus
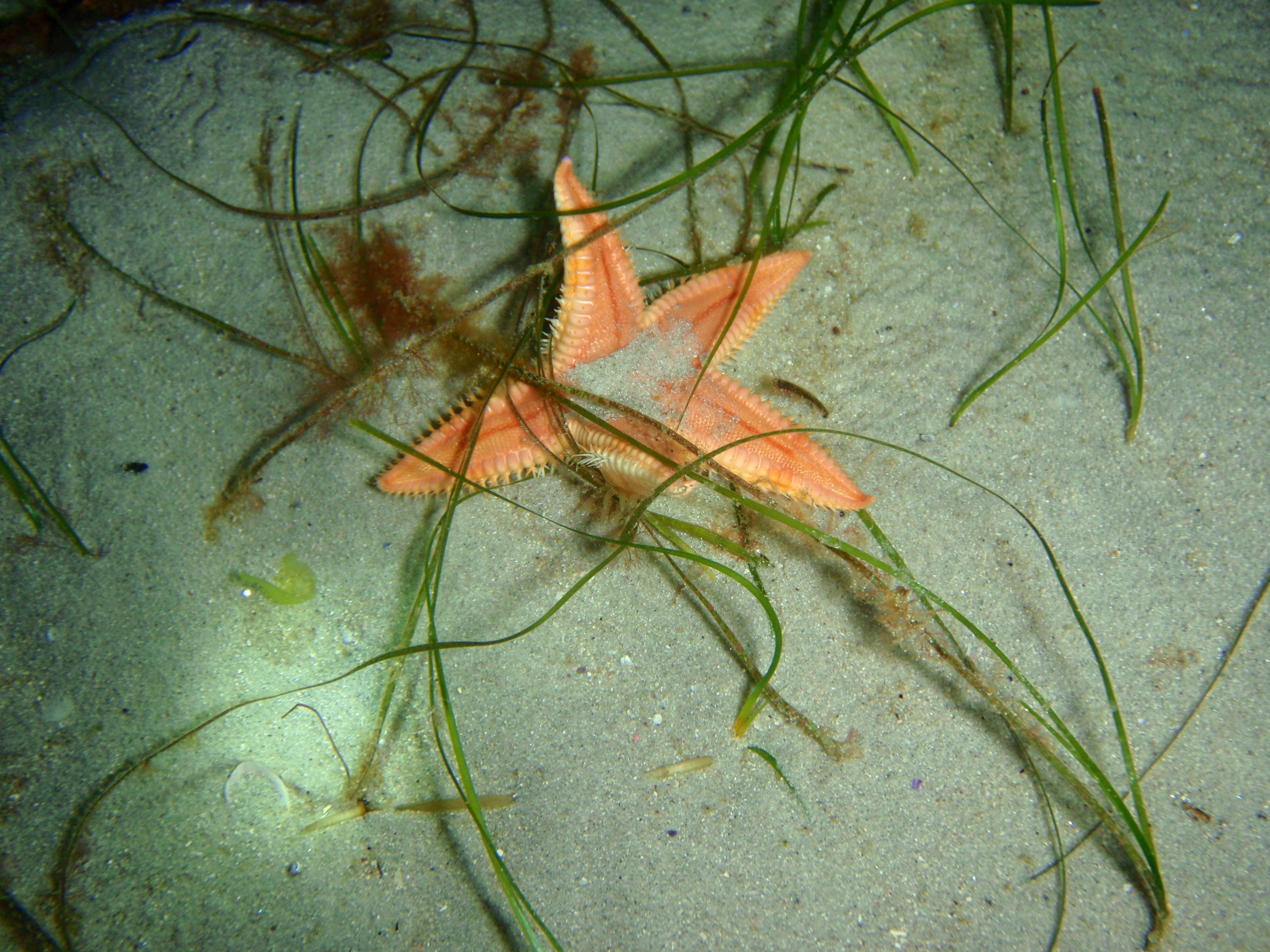
Bollonaster pectinatus
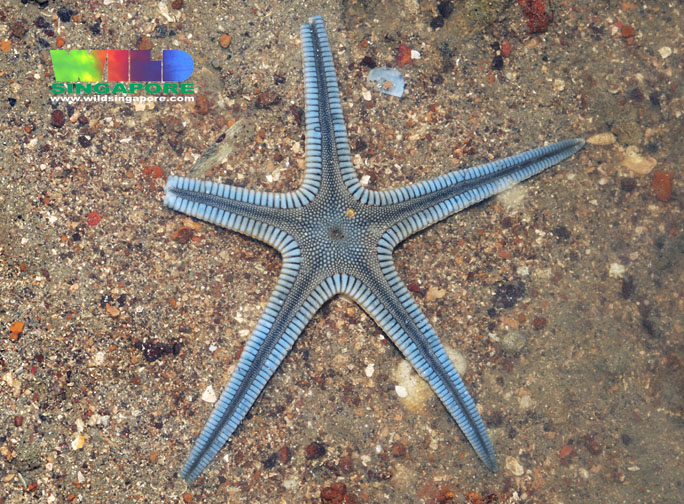
Craspidaster hesperus
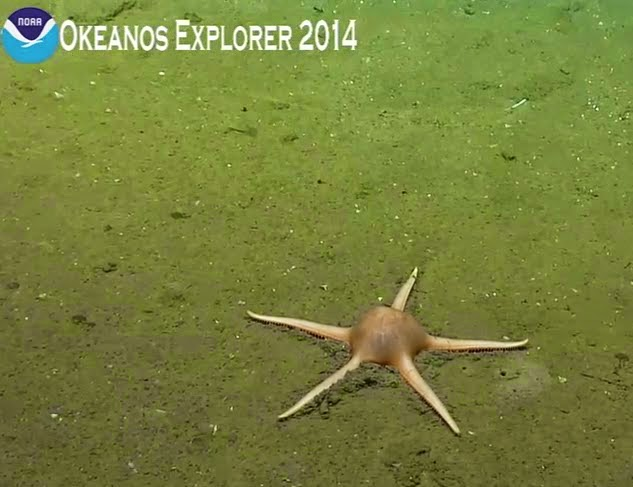
Dytaster insignis
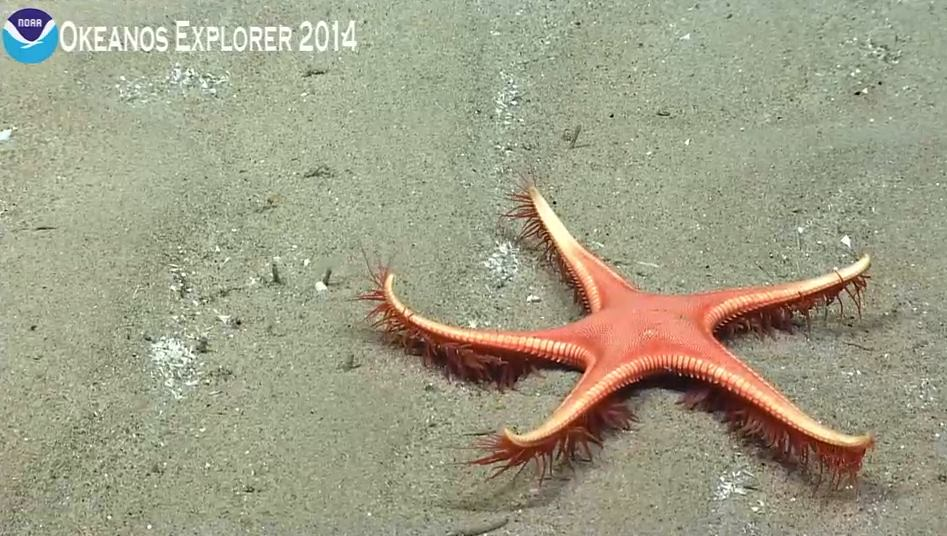
Plutonaster sp.
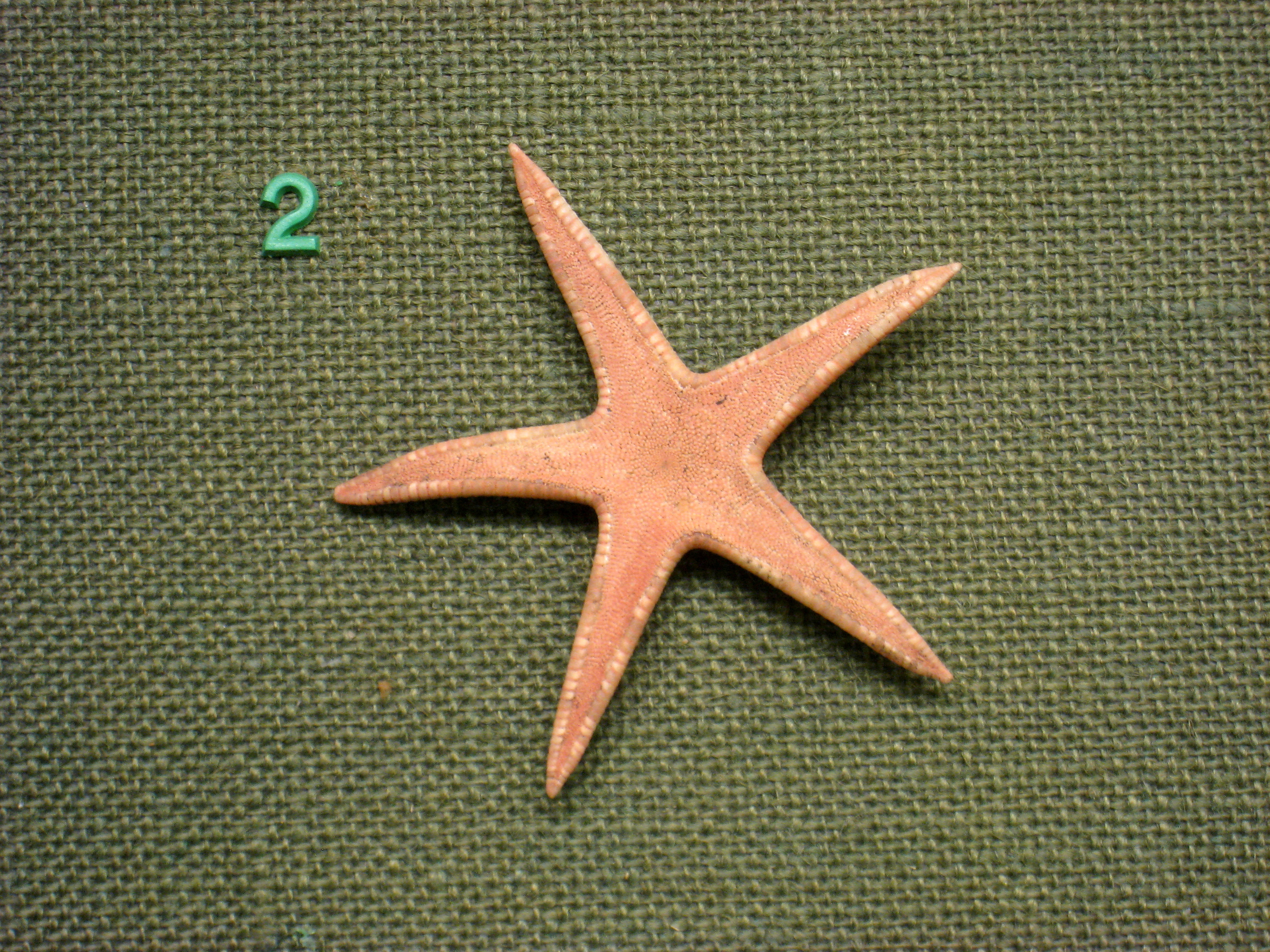
Psilaster andromeda
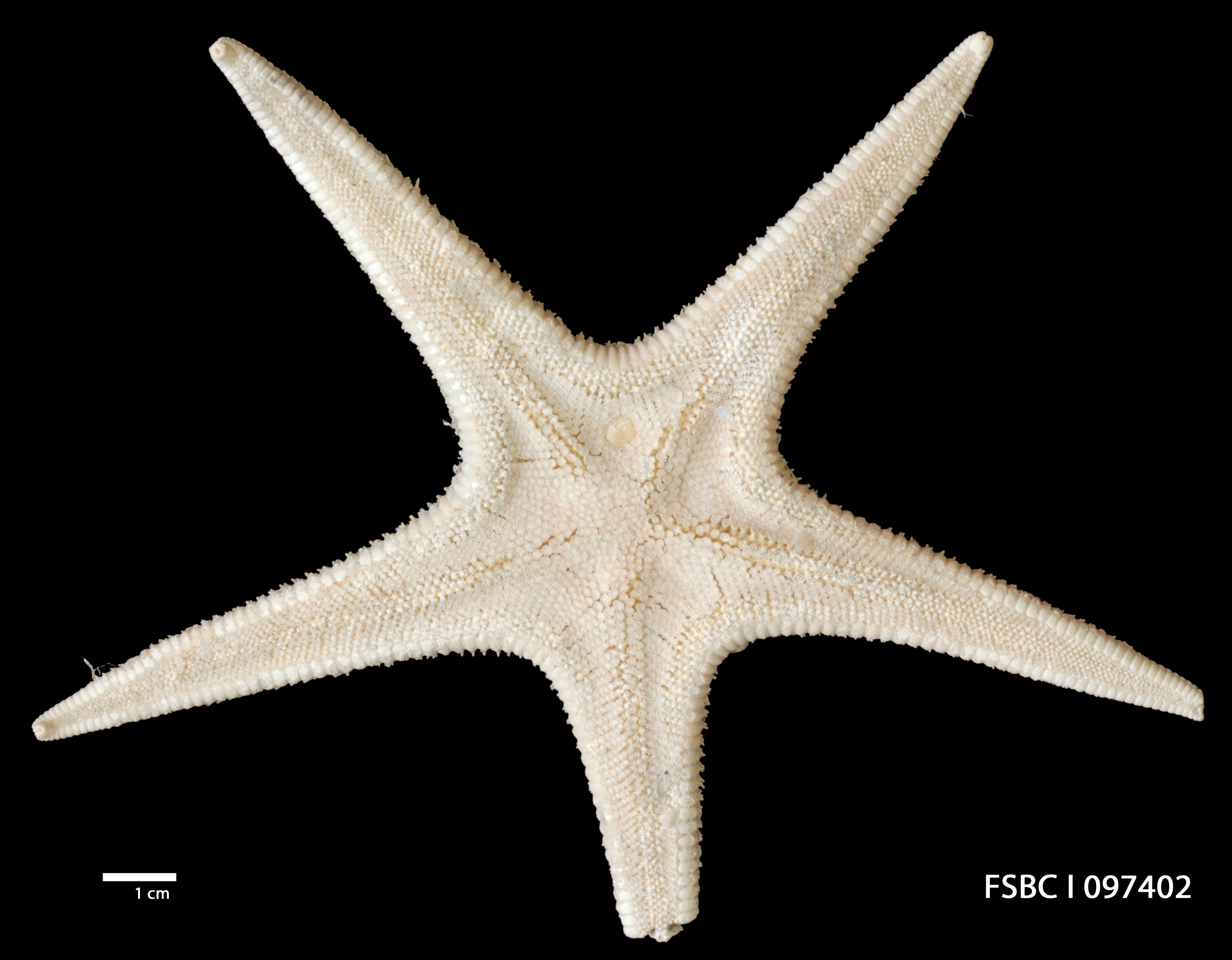
Tethyaster grandis